# Église du Sacré-Cœur de Cholet
Pour les articles homonymes, voir église du Sacré-Cœur.
L'église du Sacré-Cœur de Cholet est une église située à Cholet en Maine-et-Loire.

## Localisation
L'église est située dans le département français de Maine-et-Loire, sur le territoire de la commune de Cholet, boulevard Guy Chouteau.

## Historique
Cette église de style romano-byzantin, fortement inspiré par le symbolisme chrétien, est construite entre 1937 et 1941 selon les plans de l'architecte Maurice Laurentin (1885-1959),. La première pierre est posée le 7 novembre 1937. Louis Cesbron, alors vicaire de la paroisse Notre-Dame, investit le quartier de la « Terre-jaune ». Au nombre des grands bienfaiteurs, se trouve le docteur Sourice. L'abbé lance un appel à financements complémentaires dans un article de l'Intérêt Public du 14 septembre 1940. Son propre engagement comme maître d'ouvrage et les quêtes font le reste. Des paroissiens s'engagent également dans le financement de la construction comme Julie Boidron, modeste employée de maison qui a levé de l’argent chez les bonnes de maison et des cafés. Les énormes fonds récoltés ont permis de financer la verrière, dite « vitrail des bonnes ».
Le 26 octobre 1941 à l'achèvement des travaux Jean Camille Costes, évêque d'Angers bénit l'église.
Le premier curé de la paroisse est l'abbé Louis Cesbron, curé du 14 juin 1942 au 4 décembre 1955.
L'édifice est classé au titre des monuments historiques en 1991.
En 2012, la flèche de l'édifice fragilisée fait l'objet d'une rénovation qui lui redonne son lustre d'antan. D'autres travaux de restauration, engagés en 2016, redonnent tout leur éclat aux vitraux du monument.

## Description

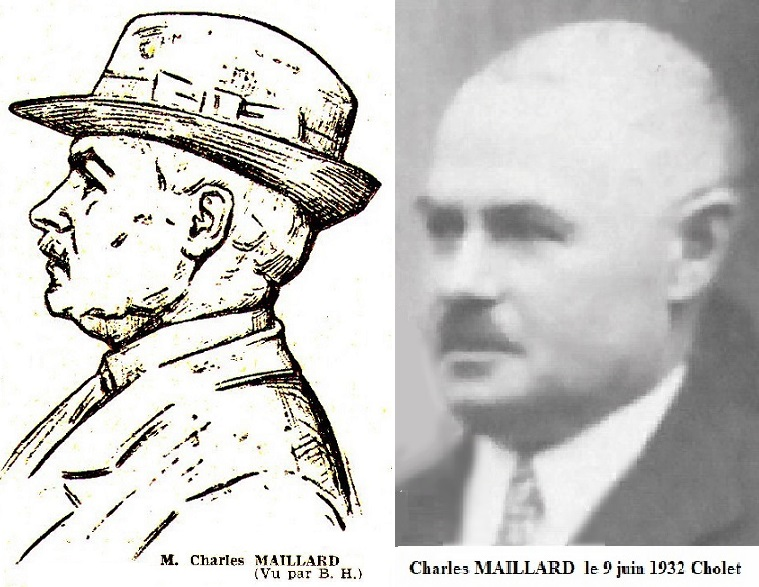
Charles Maillard, artiste sculpteur parisien né à Cholet.

L'église du Sacré-Cœur de Cholet a la particularité d'être construite avec du béton armé habillé avec des matériaux locaux (montés et assemblés avant coulage, ayant permis l'économie de coffrages provisoires en bois) : de la brique, du schiste orangé appelé pierre de Pineau, du granit rose de Saint-Macaire-en-Mauges et du granit bleu de Vezins. Une partie du ciment utilisé est dit avoir été détourné mystérieusement des stocks prévus pour la construction du mur de l'Atlantique.
Par son plan basilical et sa coupole, elle rappelle les édifices romano-byzantins. Elle a pu voir le jour grâce aux dons de nombreuses familles choletaises.
Plusieurs artistes ont participé à la décoration extérieure et intérieure de l'édifice : Charles Maillard artiste parisien, pour le modelage des sculptures, Fernand Dupré comme praticien choletais, Charles Mauméjean pour les mosaïques et les vitraux et Henri Génévrier — connu sous le pseudonyme de Grand’Aigle — artiste replié sur Cholet pendant l'occupation. Celui-ci exécute les décorations et peintures murales du baptistère de la porte centrale ainsi que les panneaux près des confessionnaux. Concernant l'œuvre magistrale de la grande fresque intérieure, Élie Chamard précise que le thème avait été fixé par l'abbé Cesbron, futur curé de cette nouvelle paroisse : « Quand j'aurai été élevé de terre, j'attirerai tout à moi ! ».
On peut remarquer une sculpture particulière : l’autel de Saint-Joseph, tout en bois et en forme d’établi, en référence au métier de charpentier du père de Jésus. Sur ce même autel, les bougies sont également en bois, tout comme les chandeliers, en forme de rabots.

Statues des entrées de la façade nord, par l'artiste sculpteur parisien, Charles Maillard.
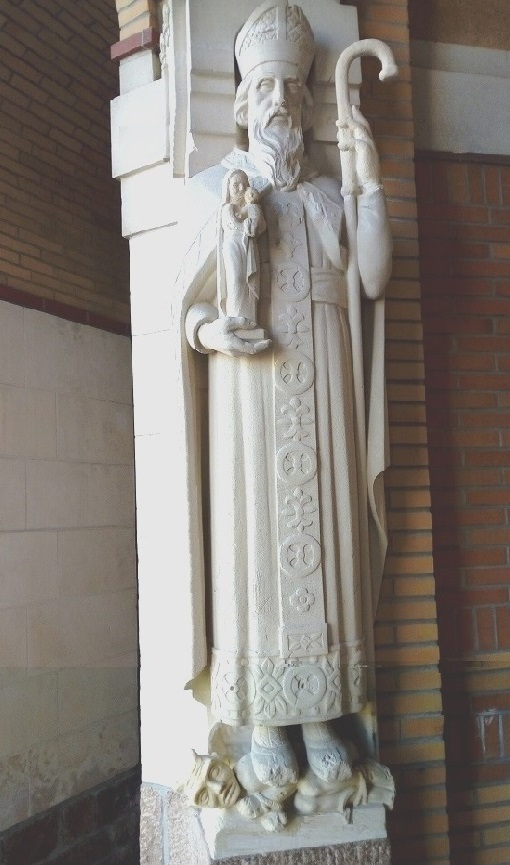
Saint Maurille.
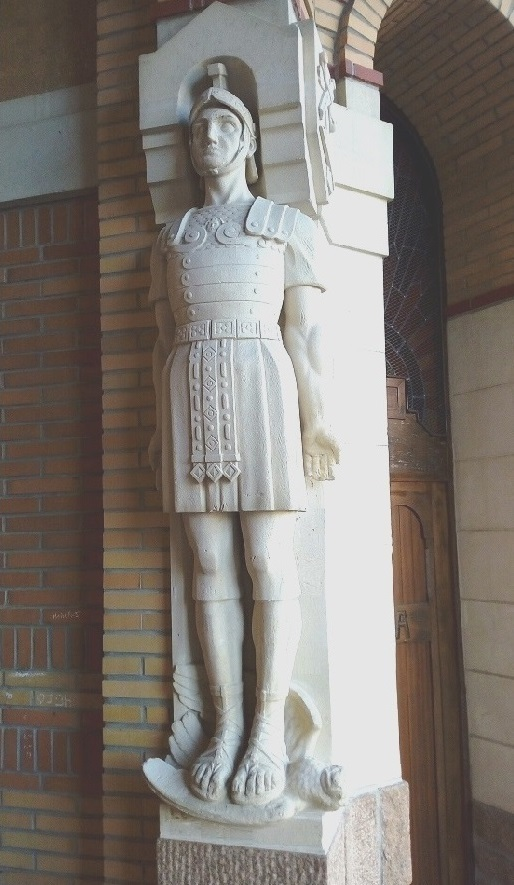
Saint Maurice.
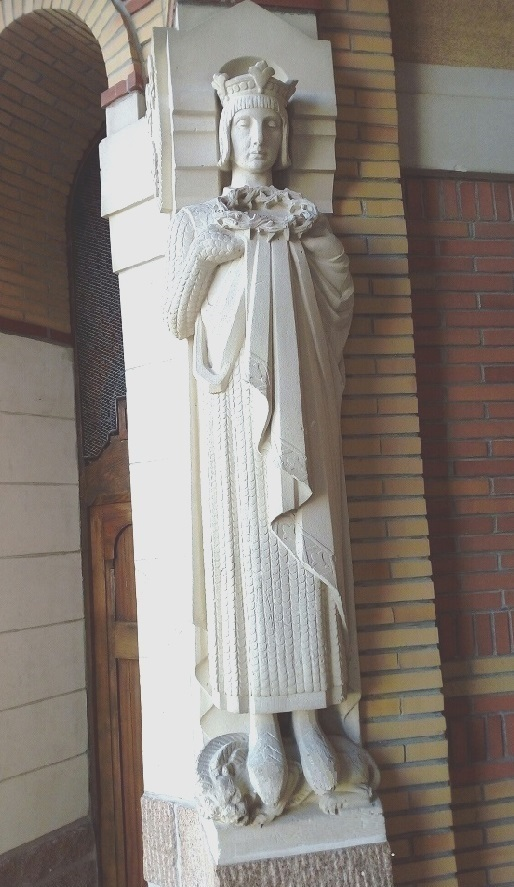
Saint Louis.
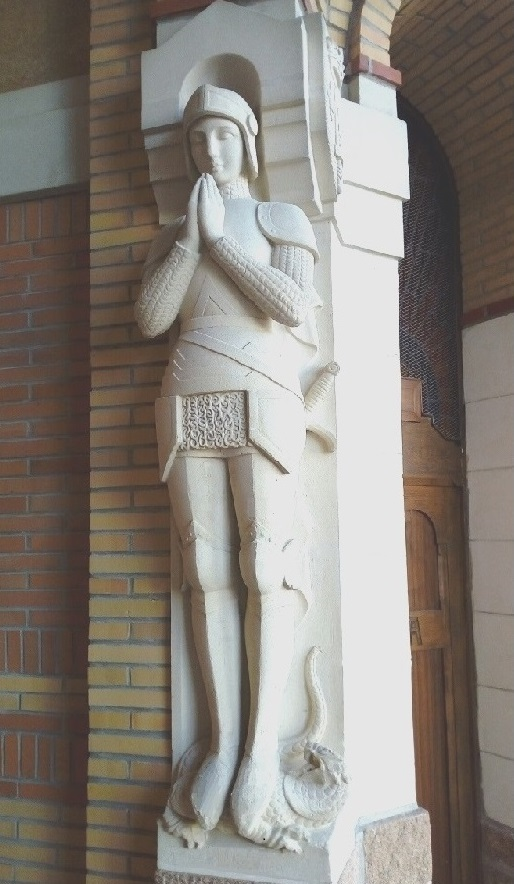
Jeanne d'Arc.
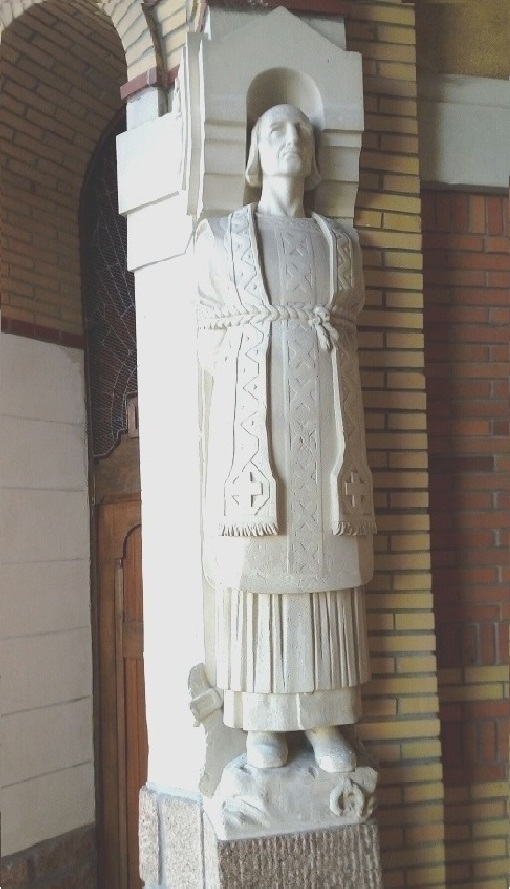
Noël Pinot.
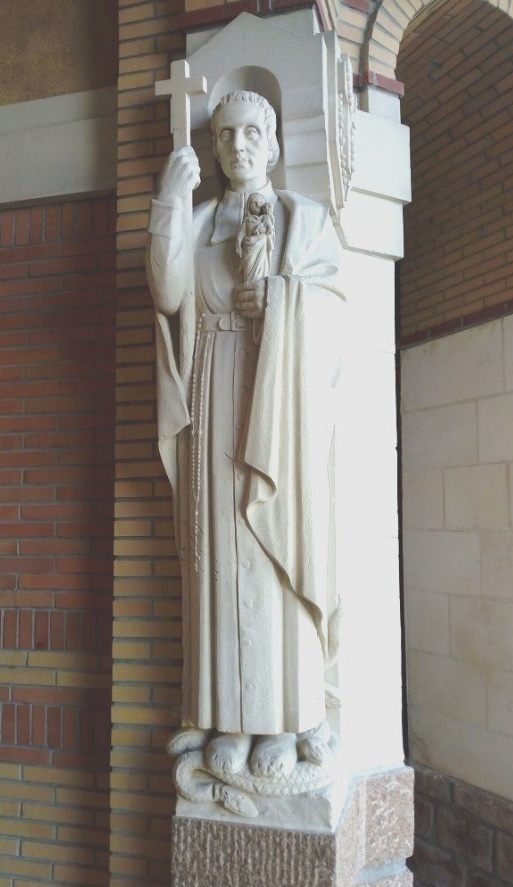
Grignon de Montfort.

## Le carillon du Sacré-Cœur
À l'origine, l'église compte un carillon de 39 cloches fabriquées par la maison Paccard d'Annecy : symboliquement 3 en volée plus 3 fois 12. Celui-ci est installé en 1940 sous la coupole dont les fenêtres ajourées permettent aux sonneries d'être entendues de loin. Il est béni le 15 décembre 1940 par Jean Camille Costes, en présence des 39 parrains et 39 marraines et mis en fonction pour la première fois le 1er juin 1941, à l'occasion de la Pentecôte.
L'abbé Cesbron propose à Jacques Vilain de devenir le premier carillonneur en poste mais, au bout d'un certain temps, les paroissiens du quartier de la Terre-Jaune viennent se plaindre à l'abbé Cesbron du bruit généré par la musique du carillon en pleine sieste du dimanche après-midi. Le carillon reste muet et se dégrade jusqu'en 2011, date de sa rénovation.
Depuis le 26 août 2011, l'église du Sacré-Cœur est dotée d'un carillon restauré qui compte 10 cloches supplémentaires fondues par le campaniste hollandais Royal Eijsbouts. Il se classe alors au 16e rang sur les 113 carillons français, avec 49 cloches. Ce carillon est classé monument historique depuis septembre 2003 au même titre que l'église.

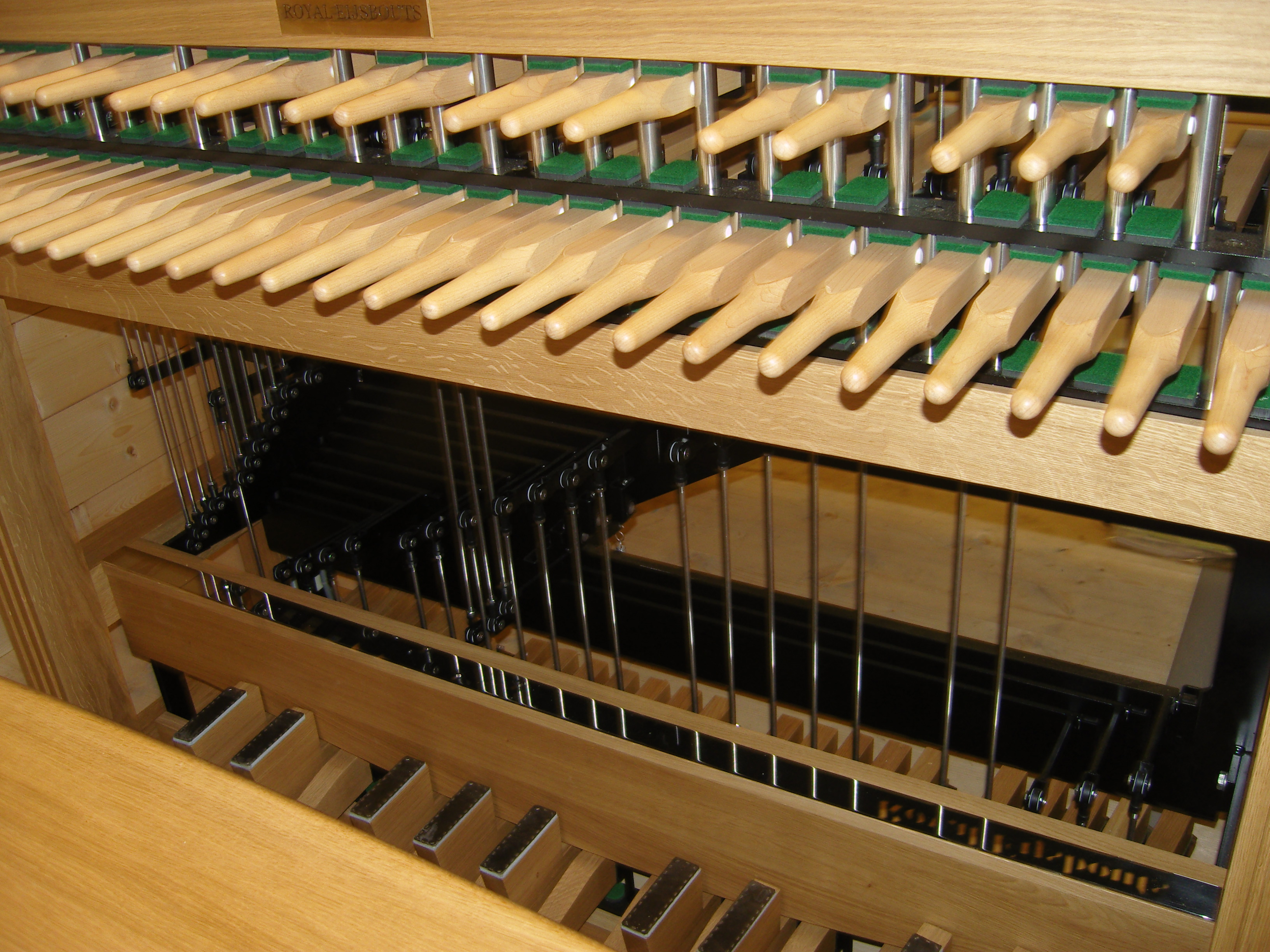
Clavier du carillon.
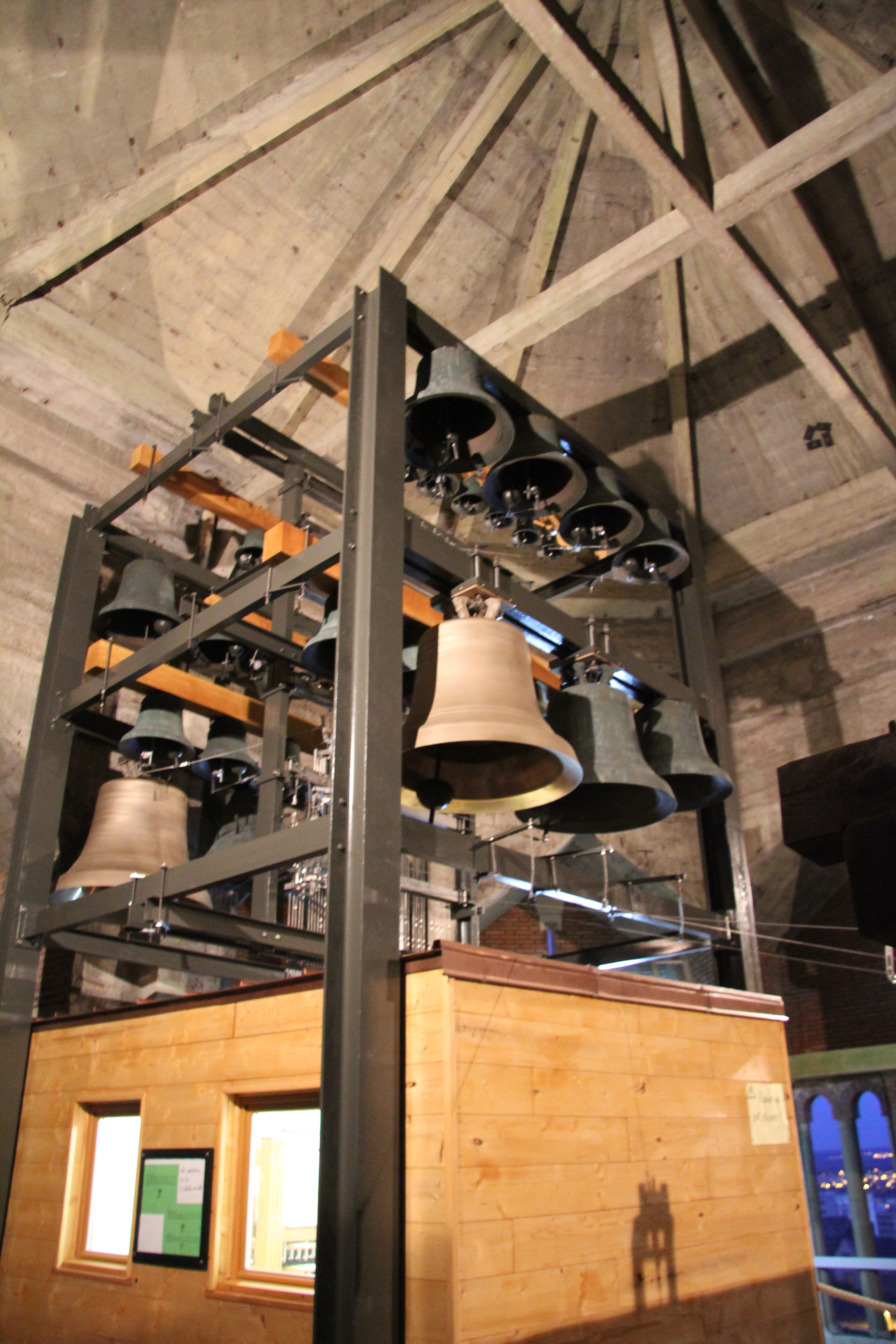
Cloches du carillon.
Entrée principale.

Porte Est.
Porte Ouest.
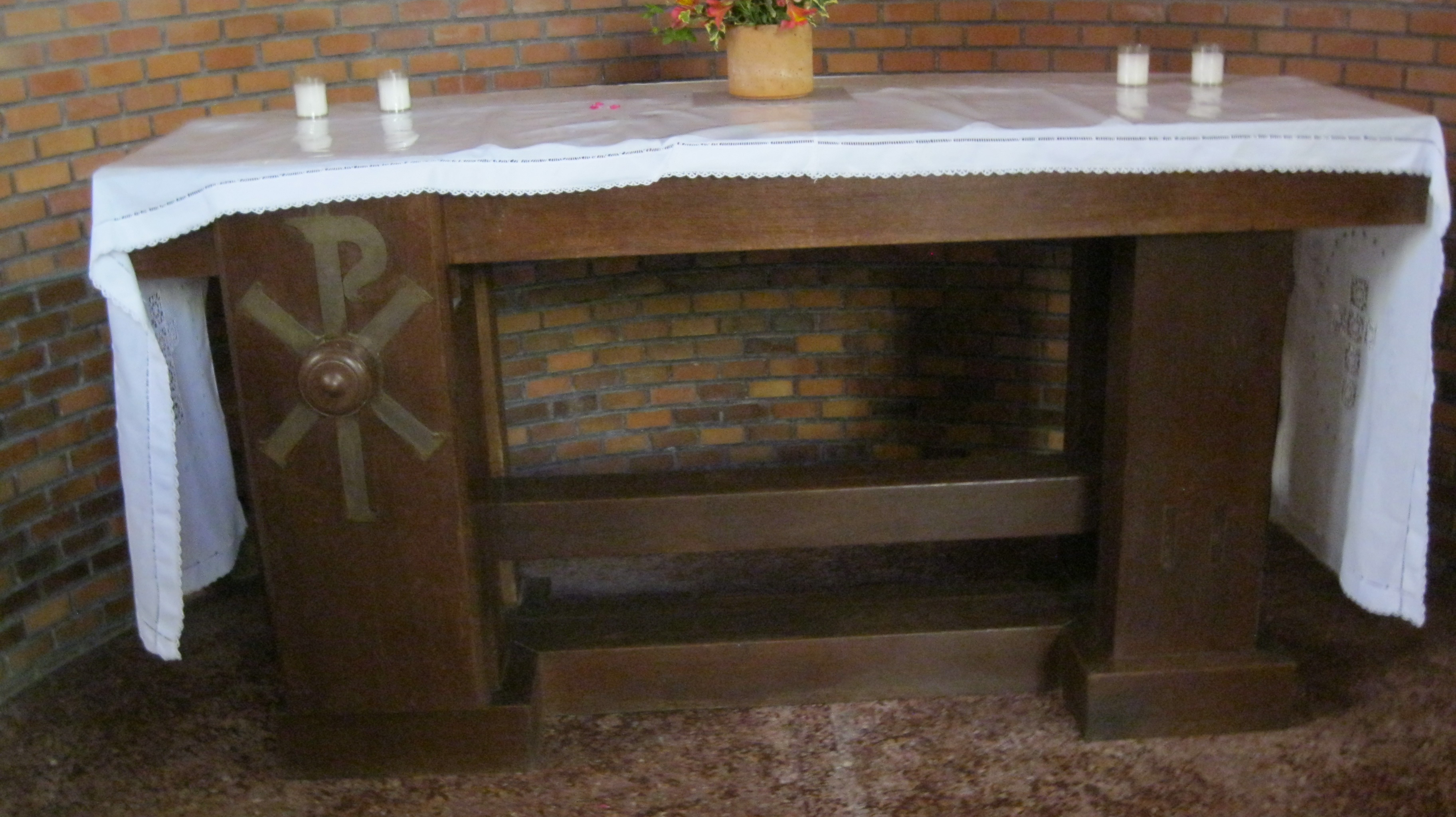
Autel en forme d'établi dédié à Saint-Joseph.

L'été, le Sacré-Cœur de Cholet se visite. Des bénévoles se relaient pour faire découvrir les secrets de l’édifice et de son carillon.

## Liste des curés successifs
- Louis Cesbron, de 1942 à 1955 ;
- Léon Quinton, de 1955 à 1971 ;
- Étienne Pantais de 1971 à 1977.